# Fender Jazz Bass
Fender Jazz Bass è un basso elettrico "solid body" (ovvero a corpo pieno) ideato da Leo Fender nel 1959, immesso sul mercato nel 1960 come modello Deluxe e tuttora presente nel catalogo Fender.
Rappresenta l'alternativa al modello Precision Bass rispetto al quale monta 2 pick-up invece che 1, un manico più rastremato in corrispondenza della paletta e (dal 1966) finiture migliori.
Il nome "Jazz" ed il design inclinato sono mutuati da un modello di chitarra prodotto dalla stessa Fender in quel periodo, la Jazzmaster.

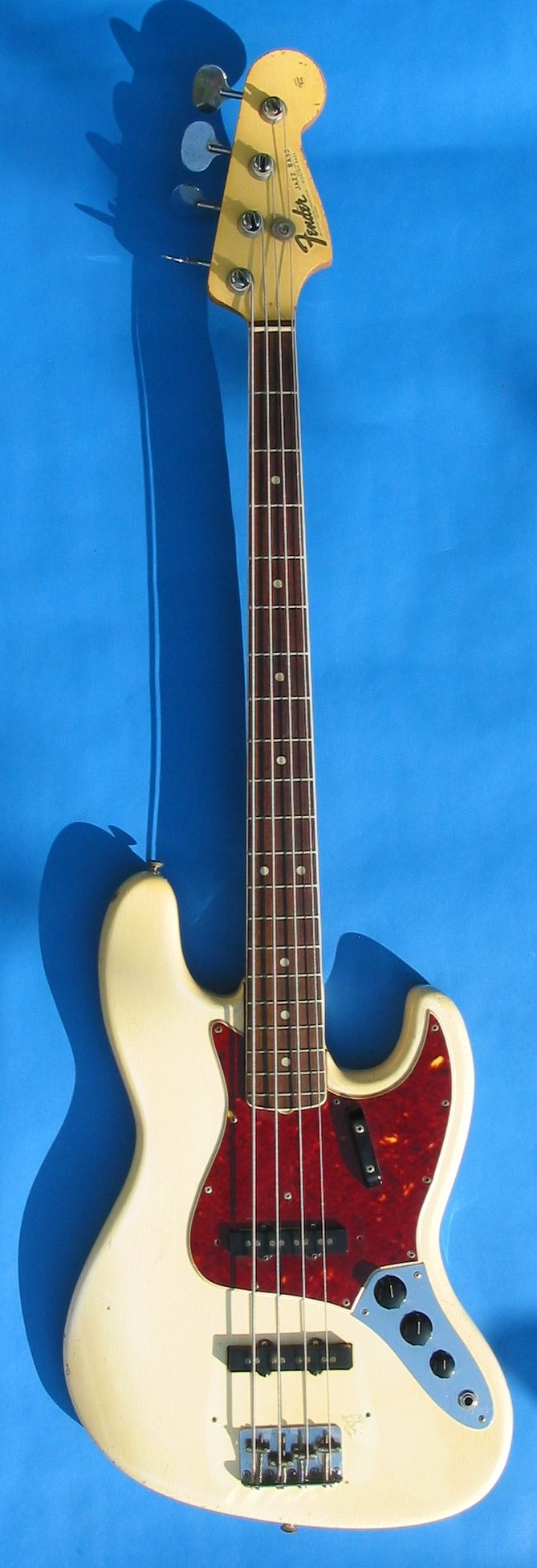
Jazz Bass 1966

Nel corso degli anni non ha subito modifiche sostanziali, escludendo l'introduzione del sistema di regolazione del manico attraverso il truss rod invertito e l'attacco del manico col sistema Micro Tilt a 3 viti; è stato proposto anche nelle versioni con elettronica attiva, in versione a 5 corde e "fretless".
Tra gli artisti che hanno reso celebre questo modello
- Adam Clayton degli U2
- Jaco Pastorius
- Timothy B. Schmit dei Poco e degli Eagles
- John Paul Jones dei Led Zeppelin
- Geddy Lee dei Rush
- Marcus Miller
- Flea dei Red Hot Chili Peppers
- Stuart Hamm
- Chris Wolstenholme dei Muse
- Klaus Flouride
- Larry Graham
- Mark Hoppus
- Pino Presti
- Darryl Jones
- Greg Lake
- Noel Redding dei The Jimi Hendrix Experience
- Duff McKagan dei Guns N' Roses e dei Velvet Revolver
- Cliff Williams degli AC/DC
- Mark Stoermer dei The Killers
- Red Canzian dei Pooh
- Paul McCartney dei The Beatles